# Michael Kukrle
Michael Kukrle (* 17. November 1994 in Šternberk) ist ein tschechischer Radrennfahrer.

## Sportlicher Werdegang
Nach dem Wechsel in die U23 fuhr Kukrle zunächst für das tschechische Amateurteam TJ Favorit Brno und die tschechische Nationalmannschaft. Zur Saison 2016 wurde er Mitglied im UCI Continental Team Whirlpool-Author, für das er bis heute fährt. Ab 2018 konnte Kurkle jedes Jahr mindestens einen Erfolg auf der UCI Europe Tour erzielen, unter anderem gewann er die Gesamtwertung der Rundfahrten Okolo Jižních Čech 2018 und Dookoła Mazowsza 2020. Bei den gemeinsam mit der Slowakei ausgetragenen nationalen Meisterschaften wurde Kukrle 2021 erstmals Tschechischer Meister im Straßenrennen. 2021 siegte er im Eintagesrennen Velká Bíteš–Brno–Velká Bíteš. 
Kukrle war Teilnehmer an den Olympischen Sommerspielen 2020 in Tokio, im olympischen Einzelzeitfahren belegte er den 26., im Straßenrennen den 36. Platz. Zur Saison 2022 wechselte Kukrle zum russischen Team Gazprom-RusVelo. Nachdem das Team als Reaktion den russischen Überfall auf die Ukraine die Registrierung bei der UCI verlor und den Betrieb einstellen musste, kehrte Kurkle Ende März zu seinem ehemaligen Team zurück. Noch 2022 konnte er einen Etappensieg beim Circuit des Ardennes, den Gewinn der Gesamtwertung der Tour du Loir-et-Cher sowie die Gesamtwertung und einen Etappenerfolg bei der Tour du Pays de Montbéliard seinem Palmarès hinzufügen.
Nachdem sein Vertrag bei Elkov-Kasper ausgelaufen war und er auch keinen Vertrag bei einem Profi-Team erhalten hatte, wurde Kukrle zur Saison 2023 zunächst für ein Jahr Mitglied im Team Felbermayr Simplon Wels. Seine drei Saisonsiege waren alle zählbaren Erfolge seines Teams im Jahr 2023. 2024 blieb er ohne Sieg, erzielte aber mehrfach Podiumsplatzierungen. 
Nach dem unerwarteten Aus für das Team Felt Felbermayr wechselte Kukrle zur Saison 2025 zum tschechischen Continental Team ATT Investments. 

## Erfolge
2015
- Bergwertung Carpathian Couriers Race

2017
- Mannschaftszeitfahren Czech Cycling Tour

2018
- eine Etappe Czech Cycling Tour
- Gesamtwertung Okolo Jižních Čech
- Prolog Gemenc Grand Prix

2019
- eine Etappe Tour Alsace

2020
- Gesamtwertung und eine Etappe Dookoła Mazowsza

2021
- Tschechischer Meister – Straßenrennen
- Memoriał Henryka Łasaka

2022
- eine Etappe Circuit des Ardennes
- Gesamtwertung Tour du Loir-et-Cher
- Gesamtwertung und eine Etappe Tour du Pays de Montbéliard

2023
- Memoriał Henryka Łasaka
- Memoriał Jana Magiery
- eine Etappe Giro della Regione Friuli Venezia Giulia